# Ребрача, Желько
Желько Ребрача (серб. Жељко Ребрача; род. 9 апреля 1972, Пригревица, СФРЮ) — югославский и сербский баскетболист, олимпийский призёр, чемпион мира и Европы в составе сборной Югославии. Выступал в различных европейских клубах, а также в НБА.

## Карьера

### Клубная

#### Европа
Профессиональную карьеру начал в 1991 году в клубе «Партизан». С «Партизаном» выиграл два национальных первенства (1992, 1995), 3 национальных кубка (1992, 1994, 1995) и Евролигу (1992).
В 1995-99 годах выступал за итальянский клуб «Бенеттон», с которым выиграл чемпионат Италии 1997 года (тренер — Майкл Д’Антони). В 1998 году выиграл Суперкубок Италии, а в 1999 — Кубок Сапорты (тренер — Желько Обрадович).
В сезоне 1999-00 и 2000-01 выступал за греческий «Панатинаикос», с которым дважды выиграл чемпионат Греции, Евролигу в Финале четырёх 2000 года, который проходил в Салониках. По итогам выступлений был назван MVP Финала четырёх.

#### НБА
Центровой был выбран во втором раунде драфта 1994 года под общим 54-м номером командой «Сиэтл Суперсоникс». Практически сразу «Соникс» продали права на игрока клубу «Миннесота Тимбервулвз», который в 1999 году продал его права «Торонто Рэпторс», а «Торонто» в свою очередь в 2001 году продали игрока в «Детройт Пистонс».
В НБА играл за команды «Детройт Пистонс» (2001-04), «Атланта Хокс» (2004) и «Лос-Анджелес Клипперс» (2004-06). Самым удачным сезоном для Ребрачи стал первый год в НБА, в котором он набирал в среднем за игру 6,9 очков и 3,9 подборов («Детройт Пистонс»). За карьеру его игровые показатели составляли 5,9 очков и 3,2 подбора. При этом среднем на площадке он проводил 15,3 минуты.
Основным препятствием для удачных выступлений в НБА стали проблемы с сердцем. Из-за них Ребрача пропустил множество игр, включая первую половину сезона 2005-06. Лучшие показатели Ребрачи в НБА: 24 очка (10 апреля 2002) и 16 подборов (29 января 2005).
6 апреля 2007 после того, как игрок пропустил большую часть сезона 2006-07 из-за травмы, «Клипперс» расторгли с ним контракт, а 19 июня 2007 года он перешёл в испанскую команду «Валенсия». 17 декабря 2007 года Ребрача заявил о завершении карьеры игрока.

### В сборной
Ребрача представлял сборную Югославии (в которой он был одним из сербских MVP). Дважды со сборной становился чемпионом Европы (1995, 1997). Также завоевал серебро на Летней Олимпиаде 1996 года в Атланте, США. Кроме этого, в активе игрока золотая медаль чемпионата мира 1998.

## Личная жизнь
Ребрача был одним из учредителей неправительственной организации «Детский фонд: Группа 7» (англ. Group Seven Children's Foundation). Кроме него, в состав учредителей вошли и другие известные югославские баскетболисты: Владе Дивац, Предраг Данилович, Александр Джорджевич, Деян Бодирога, Зоран Савич и Жарько Поспаль.

## Статистика

### Статистика в НБА
| Сезон                                                                                    | Команда  | Регулярный сезон | Регулярный сезон | Регулярный сезон | Регулярный сезон | Регулярный сезон | Регулярный сезон | Регулярный сезон | Регулярный сезон | Регулярный сезон | Регулярный сезон | Регулярный сезон | Серия плей-офф | Серия плей-офф | Серия плей-офф | Серия плей-офф | Серия плей-офф | Серия плей-офф | Серия плей-офф | Серия плей-офф | Серия плей-офф | Серия плей-офф | Серия плей-офф |
| Сезон                                                                                    | Команда  | GP               | GS               | MPG              | FG%              | 3P%              | FT%              | RPG              | APG              | SPG              | BPG              | PPG              | GP             | GS             | MPG            | FG%            | 3P%            | FT%            | RPG            | APG            | SPG            | BPG            | PPG            |
| ---------------------------------------------------------------------------------------- | -------- | ---------------- | ---------------- | ---------------- | ---------------- | ---------------- | ---------------- | ---------------- | ---------------- | ---------------- | ---------------- | ---------------- | -------------- | -------------- | -------------- | -------------- | -------------- | -------------- | -------------- | -------------- | -------------- | -------------- | -------------- |
| 2001/02                                                                                  | Детройт  | 74               | 4                | 15,9             | 50,5             | -                | 77,1             | 3,9              | 0,5              | 0,4              | 1,0              | 6,9              | 5              | 0              | 13,8           | 45,5           | -              | 78,6           | 2,0            | 0,0            | 0,2            | 0,2            | 4,2            |
| 2002/03                                                                                  | Детройт  | 30               | 12               | 16,3             | 55,2             | -                | 79,2             | 3,1              | 0,3              | 0,2              | 0,6              | 6,6              | 4              | 0              | 7,3            | 35,3           | -              | 71,4           | 1,3            | 0,0            | 0,0            | 0,0            | 4,3            |
| 2003/04                                                                                  | Детройт  | 21               | 2                | 10,6             | 40,7             | -                | 78,6             | 2,3              | 0,2              | 0,2              | 0,4              | 3,1              | Не участвовал  | Не участвовал  | Не участвовал  | Не участвовал  | Не участвовал  | Не участвовал  | Не участвовал  | Не участвовал  | Не участвовал  | Не участвовал  | Не участвовал  |
| 2003/04                                                                                  | Атланта  | 3                | 0                | 17,0             | 52,2             | -                | 50,0             | 3,0              | 0,7              | 0,0              | 0,7              | 8,3              | Не участвовал  | Не участвовал  | Не участвовал  | Не участвовал  | Не участвовал  | Не участвовал  | Не участвовал  | Не участвовал  | Не участвовал  | Не участвовал  | Не участвовал  |
| 2004/05                                                                                  | Клипперс | 58               | 2                | 16,0             | 56,8             | -                | 85,9             | 3,2              | 0,4              | 0,2              | 0,7              | 5,8              | Не участвовал  | Не участвовал  | Не участвовал  | Не участвовал  | Не участвовал  | Не участвовал  | Не участвовал  | Не участвовал  | Не участвовал  | Не участвовал  | Не участвовал  |
| 2005/06                                                                                  | Клипперс | 29               | 2                | 14,2             | 54,2             | -                | 75,6             | 2,2              | 0,3              | 0,2              | 0,7              | 4,7              | 3              | 0              | 7,3            | 33,3           | -              | -              | 1,3            | 0,0            | 0,0            | 0,3            | 0,7            |
|                                                                                          | Всего    | 215              | 22               | 15,3             | 52,7             | -                | 79,2             | 3,2              | 0,4              | 0,3              | 0,7              | 5,9              | 12             | 0              | 10,0           | 38,7           | -              | 76,2           | 1,6            | 0,0            | 0,1            | 0,2            | 3,3            |
| Наведите курсор мыши на аббревиатуры в заголовке таблицы, чтобы прочесть их расшифровку. |          |                  |                  |                  |                  |                  |                  |                  |                  |                  |                  |                  |                |                |                |                |                |                |                |                |                |                |                |

### Статистика в других лигах
| Сезон                                                                                   | Команда   | Лига              | GP | GS | MPG  | FG%  | 3P% | FT%   | RPG | APG | SPG | BPG | PPG |  |
| 2007/08                                                                                 | Все клубы | Все лиги          | 6  | 1  | 12,6 | 57,1 | 0,0 | 58,8  | 2,5 | 0,5 | 0,3 | 0,3 | 5,7 |  |
| 2007/08                                                                                 | Валенсия  | Чемпионат Испании | 3  | 0  | 8,2  | 50,0 | 0,0 | 100,0 | 0,7 | 0,0 | 0,7 | 0,0 | 2,7 |  |
| 2007/08                                                                                 | Валенсия  | Кубок Европы      | 3  | 1  | 17,0 | 58,8 | 0,0 | 46,2  | 4,3 | 1,0 | 0,0 | 0,7 | 8,7 |  |
|                                                                                         |           | Всего             | 6  | 1  | 12,6 | 57,1 | 0,0 | 58,8  | 2,5 | 0,5 | 0,3 | 0,3 | 5,7 |  |
| Наведите курсор мыши на аббревиатуры в заголовке таблицы, чтобы прочесть их расшифровку |           |                   |    |    |      |      |     |       |     |     |     |     |     |  |